# Langgevelboerderij

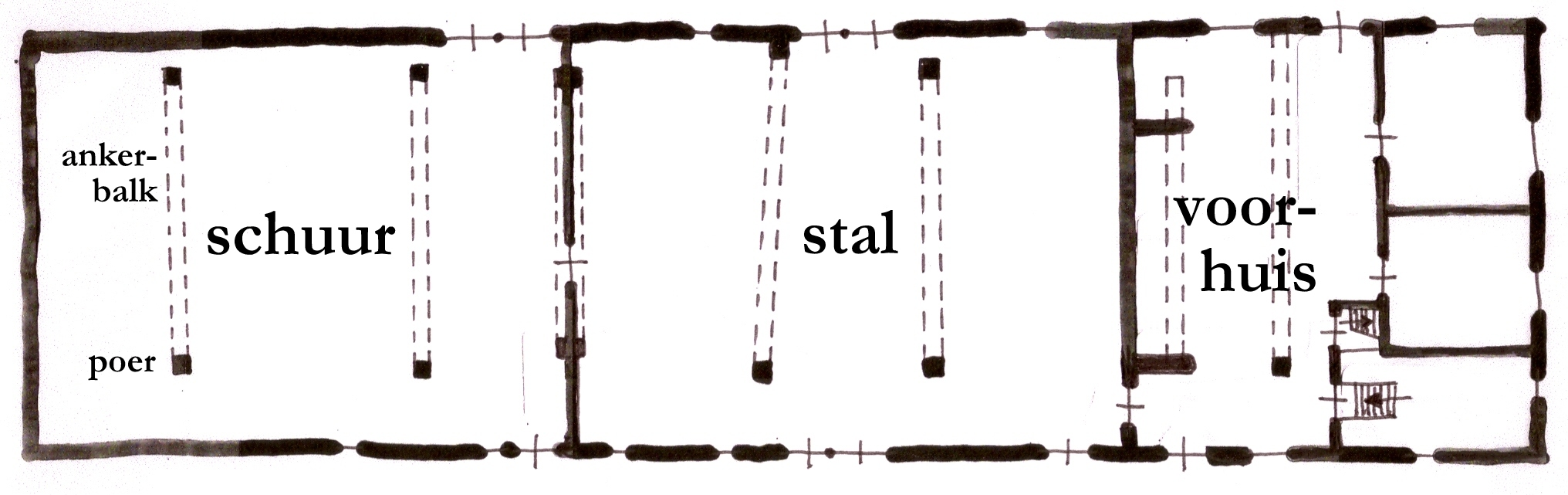
Reconstructie van de plattegrond van de Plashoeve te Lieshout, gebaseerd op opmetingen in 1970. De boerderij is 10 meter breed, de schuur is 12 meter lang, de stal 13 meter en het voorhuis 10.

Een langgevelboerderij of langgestrekte hoeve is een rechthoekig boerderijtype waarbij voorhuis, stal en schuur aan elkaar zijn gebouwd en alle deuren geplaatst zijn in de lange gevels. De langgevelboerderij behoort tot de hallenhuisgroep en komt algemeen voor in de Belgische en Nederlandse Kempen, het noorden van Nederlands Limburg en de Belgische streken Vochtig Haspengouw en Hageland. In Oost- en West-Vlaanderen vindt men verder geëvolueerde vormen van dit boerderijtype.
Verwante vormen komen ook Noord-Duitsland, Frankrijk en Denemarken voor.

## Bouwhistorie
Tot na de middeleeuwen was het in heel Brabant het hallenhuis in zwang. Daarna zijn er regionale varianten op dit type ontstaan. Terwijl in West-Brabant de Vlaamse schuur ingang vond, kwam na 1600 in de Kempen een proces op gang waarin het hallenhuis en de dwarsdeelschuur werden samengevoegd tot één gebouw. 
De staldeur in de korte achtergevel werd verplaatst naar de lange gevel. De buitendeuren in het schuurgedeelte kwamen eveneens in de lange gevels. De schuurdeur was hierbij hoger dan de staldeur, omdat er wagens doorheen moesten kunnen rijden.
Een vroege variant van de langgevelboerderij was de hoekgevelboerderij. Tussen 1600 en 1900 verdrong de langgevelboerderij langzaam maar zeker het hallenhuis in heel de Kempen en naburige gebieden. Langgevelboerderijen werden gebouwd tot in het midden van de 20e eeuw. Bij de opkomst van retro-bouwstijlen aan het eind van de 20e eeuw werden plaatselijk in Brabant woningen gebouwd in de stijl van langgevelboerderijen.

### Voorhuis

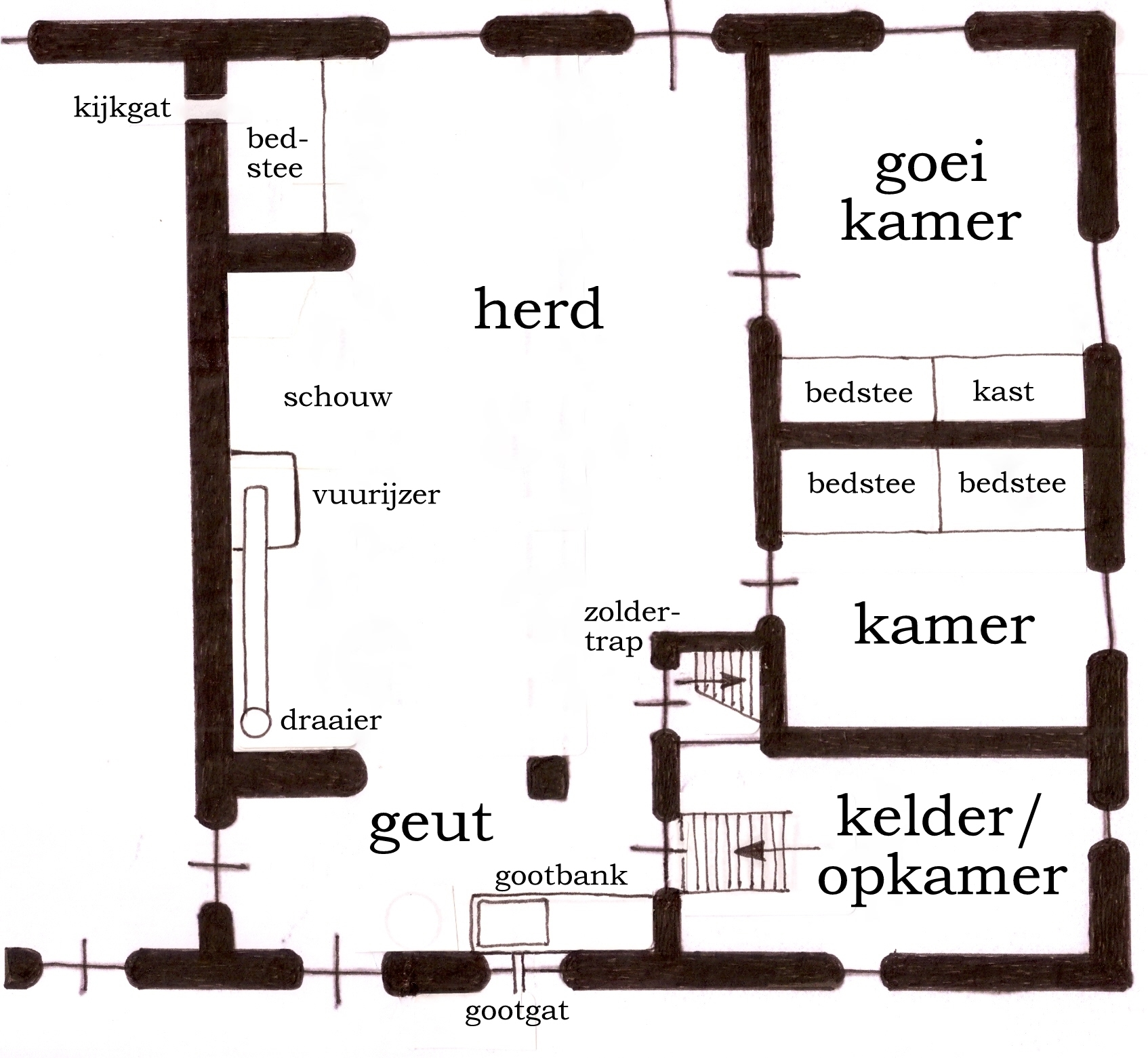
Reconstructie van het voorhuis van de Plashoeve 1750.

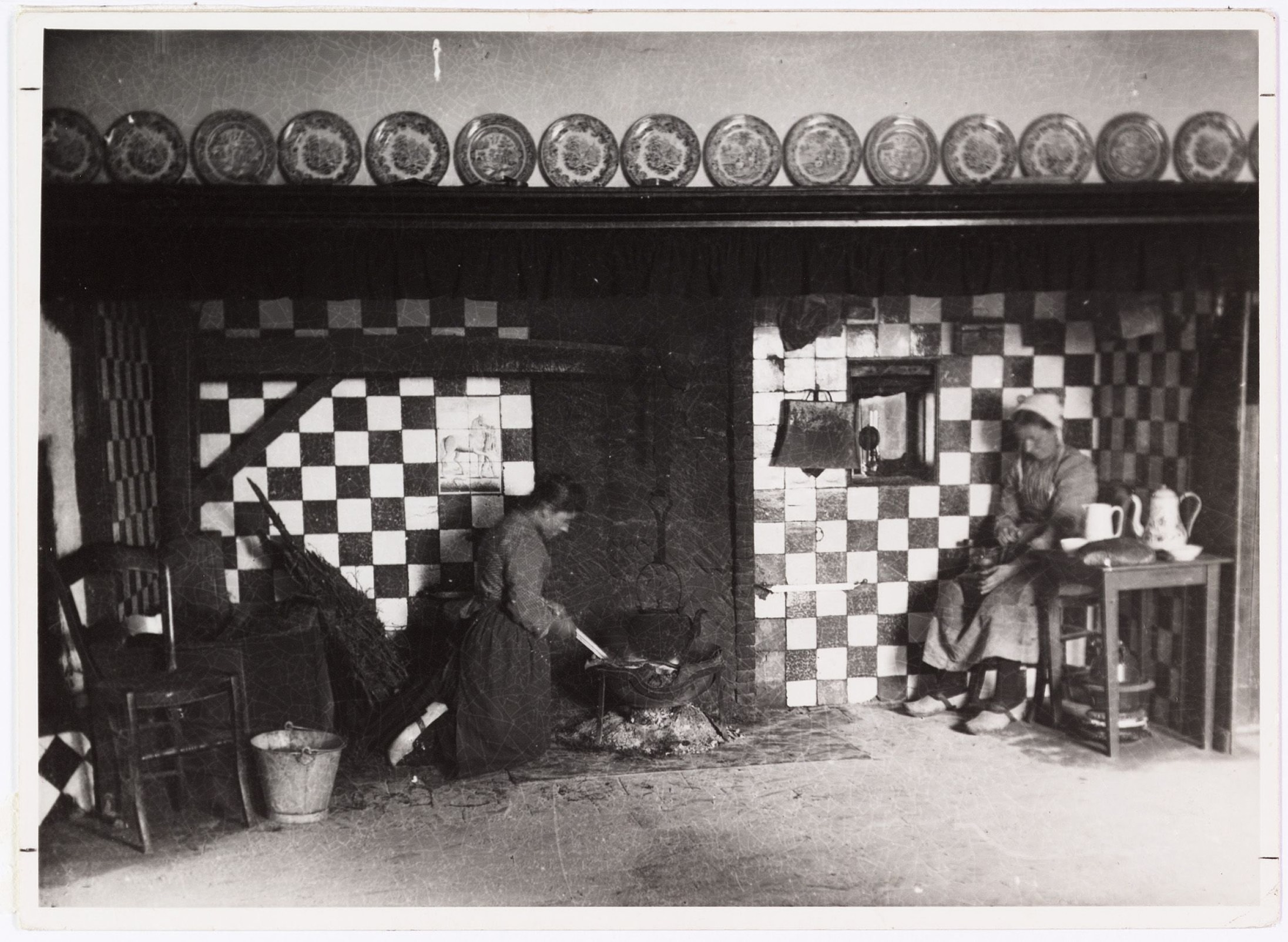
Een schouw met open vuur waarboven een kookketel, hangend aan een draaier. Foto Henri Berssenbrugge, ca. 1904.

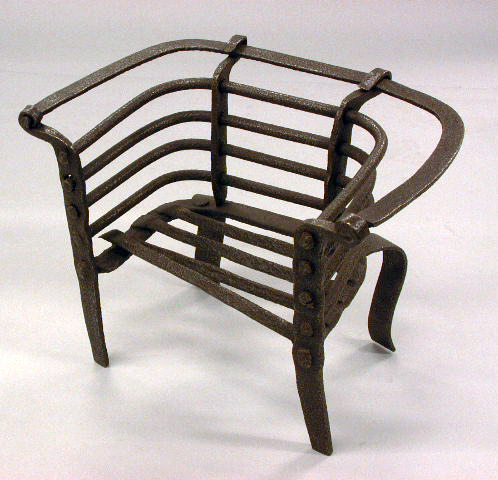
Een vuurijzer, ook wel brandrooster genoemd, uit 1750.

Bij de overgang van het hallenhuis naar de langgevelboerderij onderging het voorhuis een aantal veranderingen. Was het hallenhuis in die tijd nog voornamelijk met hout gebouwd, de buitenmuren van het voorhuis van de langgevelboerderij werden geheel uit baksteen opgetrokken. Deze muren namen de dragende functie van het ankerbalkgebint over, waardoor in het voorhuis minder en later zelfs geen staanders nodig waren. De scheiding tussen voorhuis en stal werd ook met bakstenen gemetseld waardoor deze als brandmuur fungeerde. De binnenmuren waren vaak fitselstekwanden, soms werden ze gemetseld met zongedroogde stenen.
De constructie van de buitenmuren was in die tijd nog niet sterk genoeg om een breed dak te kunnen dragen. Daarom werd de boerderij smaller, waardoor de driebeukige indeling van het hallenhuis kwam te vervallen. Omdat men op die manier de zijkamers kwijt raakte, zocht men vervangende ruimte. Die werd verkregen door de boerderij langer te maken. 
Het voorhuis van de langgevelboerderij bestond uit vier woonvertrekken. Het belangrijkste vertrek was de woonkeuken, herd genaamd. In de herd was de schouw de centrale plaats. Deze had de vorm van een alkoof en was samen met de schoorsteen gemetseld tegen de brandmuur. Midden in de schouw brandde op een vuureijssere het open vuur van turf, hout en heiplaggen. De herd werd er nauwelijks door verwarmd, het was er hooguit vier tot zes graden warmer dan buiten. Het open vuur werd voornamelijk gebruikt om te koken, zowel voor mensen als voor dieren. De kookketels werden boven het vuur gehangen aan een haal. Vaak was in de hoek van de schouw een draaier geplaatst, een draaibare houten kraan. Aan het eind van de draaier kon een schroefhaal worden bevestigd die sterk genoeg was om een grote koekeetel te kunnen dragen, waarin het sop werd gekookt, het veevoer. De schouw werd ook gebruikt om worsten, hammen en spek te roken. Tussen de herd en de korte gevel waren nog twee vertrekken gelegen. Een daarvan was de 'goei kamer'. 
Aansluitend aan de herd, oorspronkelijk zonder scheidingswand, lag het vierde vertrek, de geut. Dat was een spoelkeuken met daarin de gootbank, een houten aanrechtblad boven het gootgat waar het spoelwater door naar buiten stroomde. In de geut had men toegang tot twee boven elkaar gelegen ruimtes die via trapjes te bereiken waren. De onderste was de kelder. Deze was zo diep uitgegraven dat het daarin bij de gemiddeld hoogste grondwaterstand droog bleef. Omdat de kelder daardoor half boven het maaiveld uitstak was daarboven ruimte voor de opkamer. Vaak was het trapje naar de opkamer opklapbaar en fungeerde het als schuine kelderdeur. Boven de woonvertrekken lag de zolder. Deze werd gebruikt voor de opslag van graan. De zoldertrap gaf soms ook toegang tot de opkamer.
Toen de welvaart toenam en er hogere eisen werden gesteld aan wooncomfort werden herd en geut door een binnenmuur gescheiden. De rechtstreekse toegang vanuit de voordeur naar het voorhuis  werd vervangen door een gang die vanuit de voordeur toegang gaf tot de herd, de geut en de andere kamers.
De vloeren van het voorhuis waren eeuwenlang verhard met leem. Een uitzondering vormde de vloer bij de gootbank, die werd met stenen bedekt om uitslijpen door spoelwater tegen te gaan. Later ging men gaandeweg ook in de andere kamers stenen vloeren leggen. Pas in de 19e eeuw werden vloeren gelegd van rode en blauwe plavuizen. Toen deed ook de plattebuiskachel zijn intrede en werd de schouw veelal dichtgetimmerd om tocht tegen te gaan.

### Stal
De stal van de langgevelboerderij herbergde een potstal voor de koeien, een varkensstal, een paardenstal en een hennenhoort voor de kippen. Ook het gemak, bestaande uit een ton met houten deksel, had een plaats in de stal. Boven het vee bevond zich de hooizolder.
De stal had een lemen vloer en de buitenmuren waren van fitselstek. Vanaf het eind van de 19e eeuw werden de buitenmuren vervangen door muren van baksteen.

### Schuur
De schuur van de langgevelboerderij bestond uit twee delen. Aan de kant van de stal lag de schuurherd, een lemen dorsvloer. Daarachter bevond zich de tas, waar de graanoogst werd opgeslagen.
In de wintermaanden werd het graan met de hand gedorst met behulp van dorsvlegels. Dat gebeurde per bed wat wil zeggen dat er een 50-tal schoven uitgespreid werd over de hele lengte van de schuurherd. Het uitdorsen van een bed met twee man duurde ruwweg een uur. Een bed leverde ongeveer drie vaten graan op. De vloer en de buitenmuren van de schuur waren identiek aan die van de stal.

### Dak
Aanvankelijk werden de houten spanten van het dak geheel gedekt met stro, en werd de nok gevormd door heideplaggen. Het strooien dak was aan de onderkant kwetsbaar voor brand. Bovendien bleef het onderste stro bij regen lang nat, waardoor het kwetsbaar werd. Vanaf het eind van de 19e eeuw  werd het onderste deel van het dak zowel aan de voorkant als aan de achterzijde met rode en blauwe pannen gedekt, tien rijen hoog. De heideplaggen op de nok werden daarbij vervangen door vorstpannen. Het hele dak met pannen dekken hoefde niet, er zou dan trouwens door het grote gewicht van de pannen een veel zwaardere dakconstructie nodig zijn.

### Bijgebouwen
Ook al waren alle belangrijke functies in één gebouw ondergebracht, er waren nog steeds bijgebouwen nodig. De hoogkar, de aardkarren, paardenspullen zoals halsters, hamen en zadels evenals grote werktuigen als ploegen en eggen werden opgeslagen in de karreschop, een vrijstaande schuur. Om veiligheidsredenen werd brood in de 18e en de 19e eeuw veelal gebakken in een vrijstaand bakhuis. Toen in de 19e eeuw het kippengaas was uitgevonden werden vaak kippenhokken als afzonderlijke constructies neergezet, met daaraan vast het heuske, het gemak.

## Mythe van de Frankische boerderij
Vroeger werd de langgevelboerderij ook wel aangeduid als een Frankische boerderij, omdat men dacht dat het ontstaan van deze boerderij te maken zou hebben met de volksstam der Franken. Omdat er echter zo'n duizend jaar tussen het tijdperk der Franken en het ontstaan van de langgevelboerderij zit, moet dit naar het rijk der fabelen worden verwezen. Hetzelfde geldt voor de benaming Saksische boerderij, een naam die in het oosten en noorden van Nederland nog zeer gebruikelijk is voor een ander boerderijtype. Het veronderstelde verband tussen Germaanse volksstammen en boerderijtypen werd ontzenuwd door onder meer Klaas Uilkema.

## Externe link

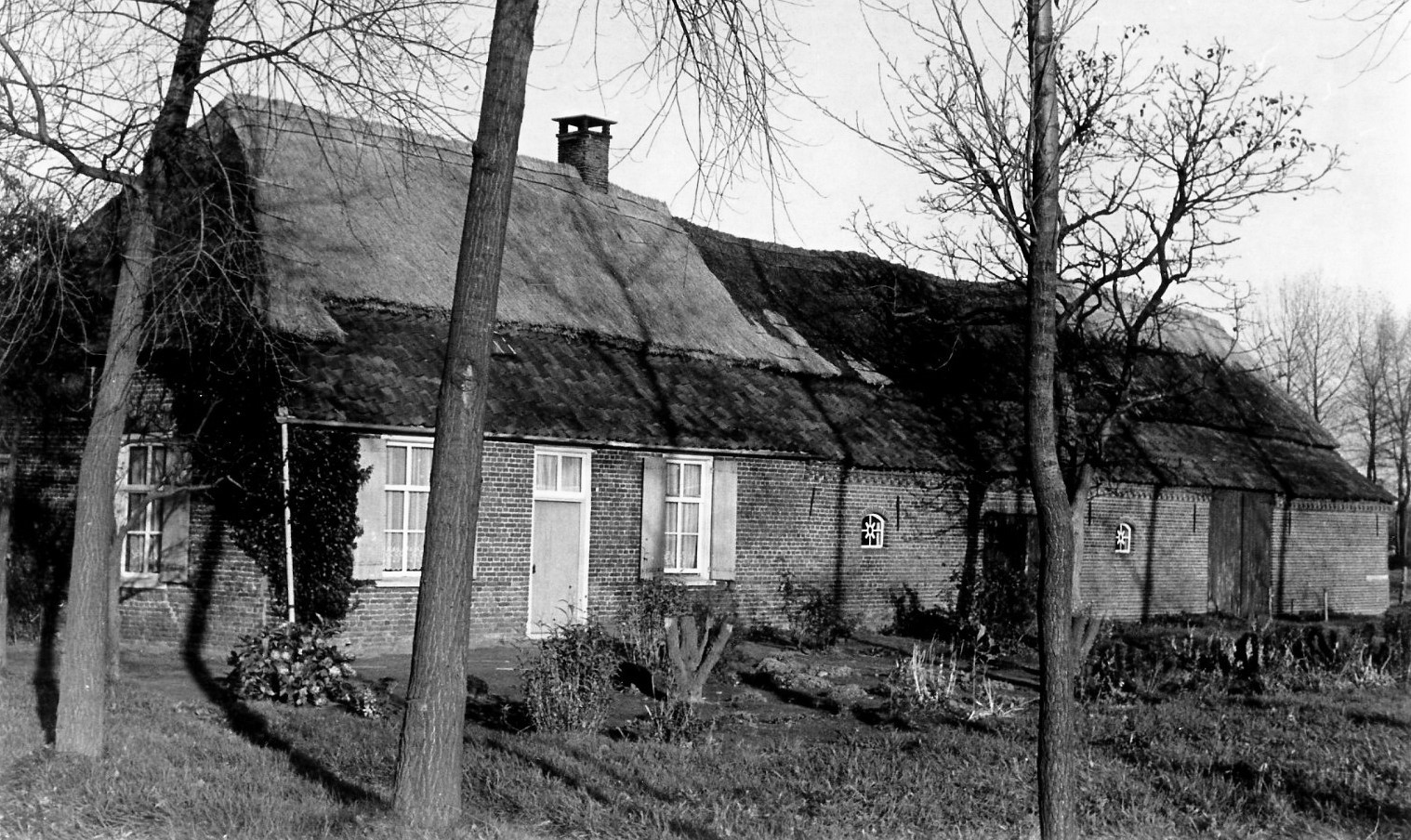
De Plashoeve, Provincialeweg 10 Lieshout voor de restauratie
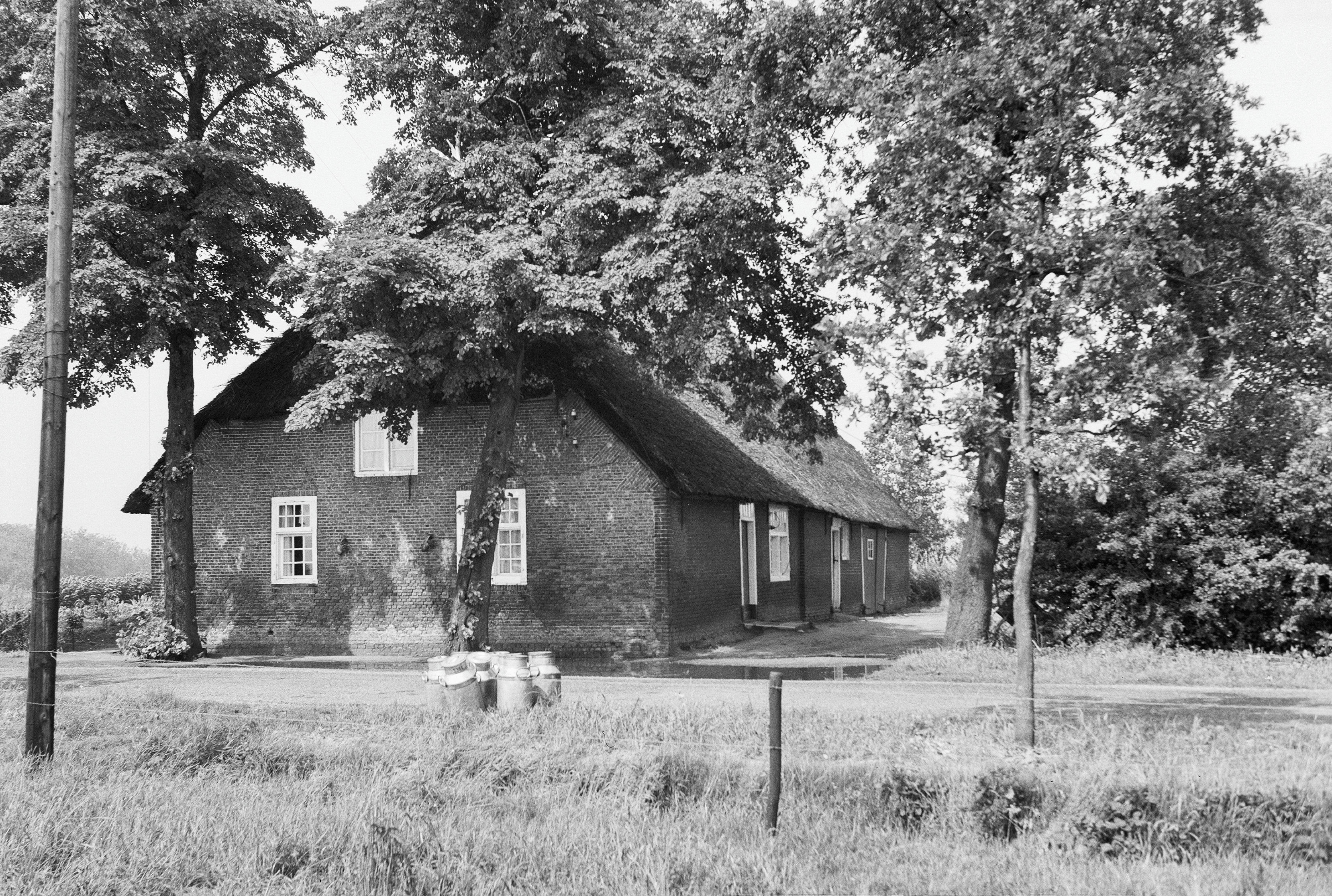
Waalwijkseweg 6 Udenhout
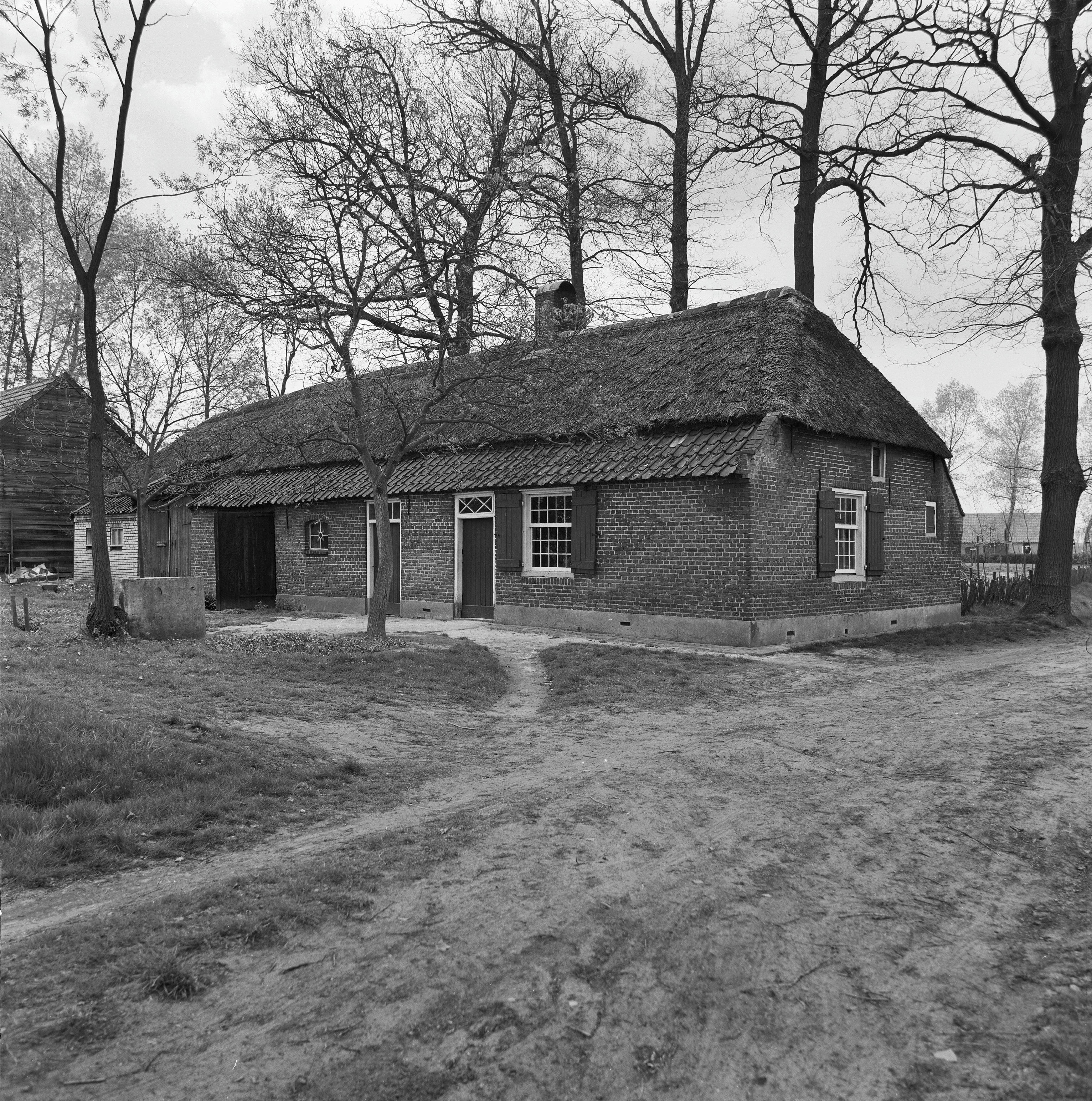
Pandgat 19 Spoordonk
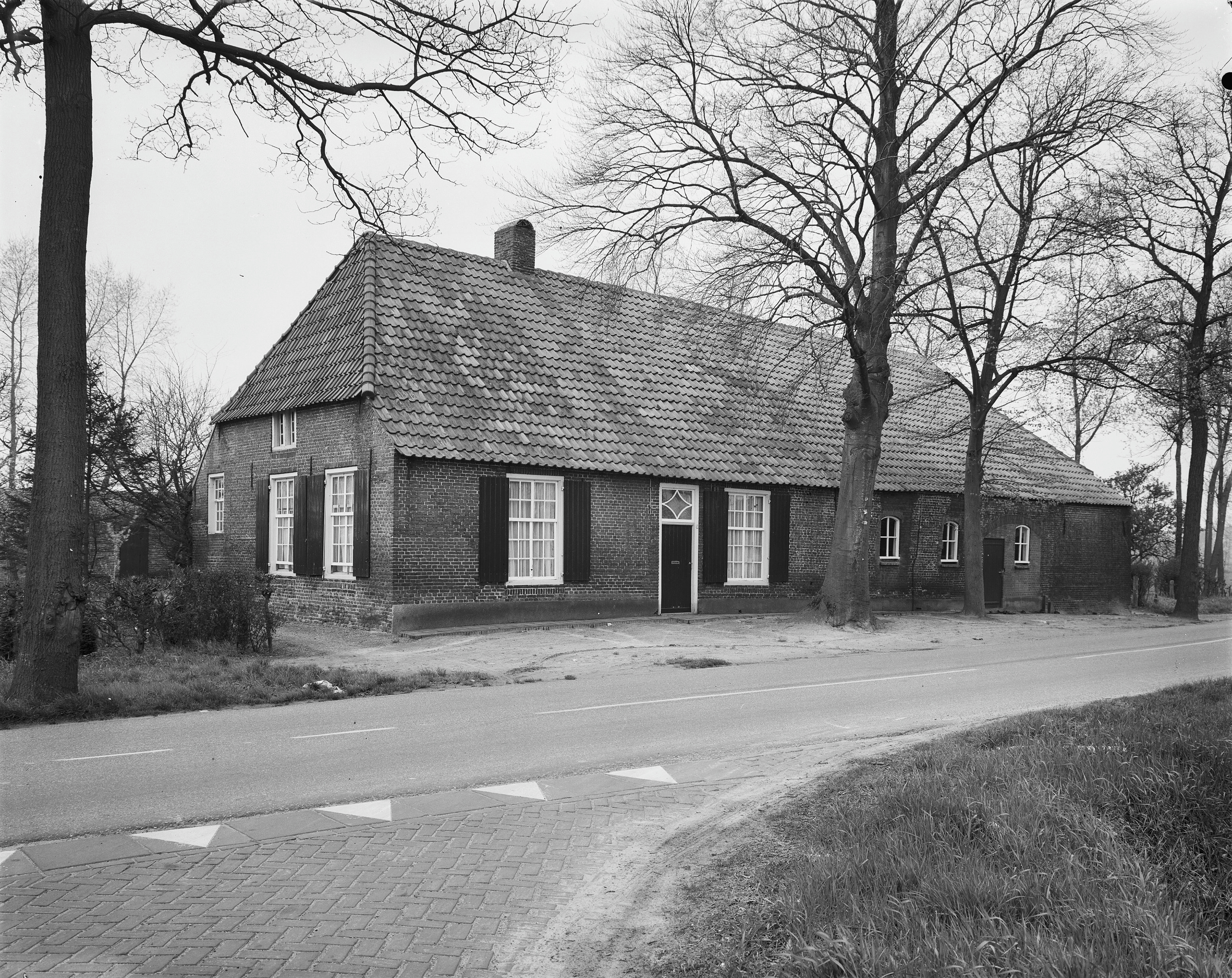
Spoordonkseweg 65 Oirschot, gebouwd eerste helft 19e eeuw
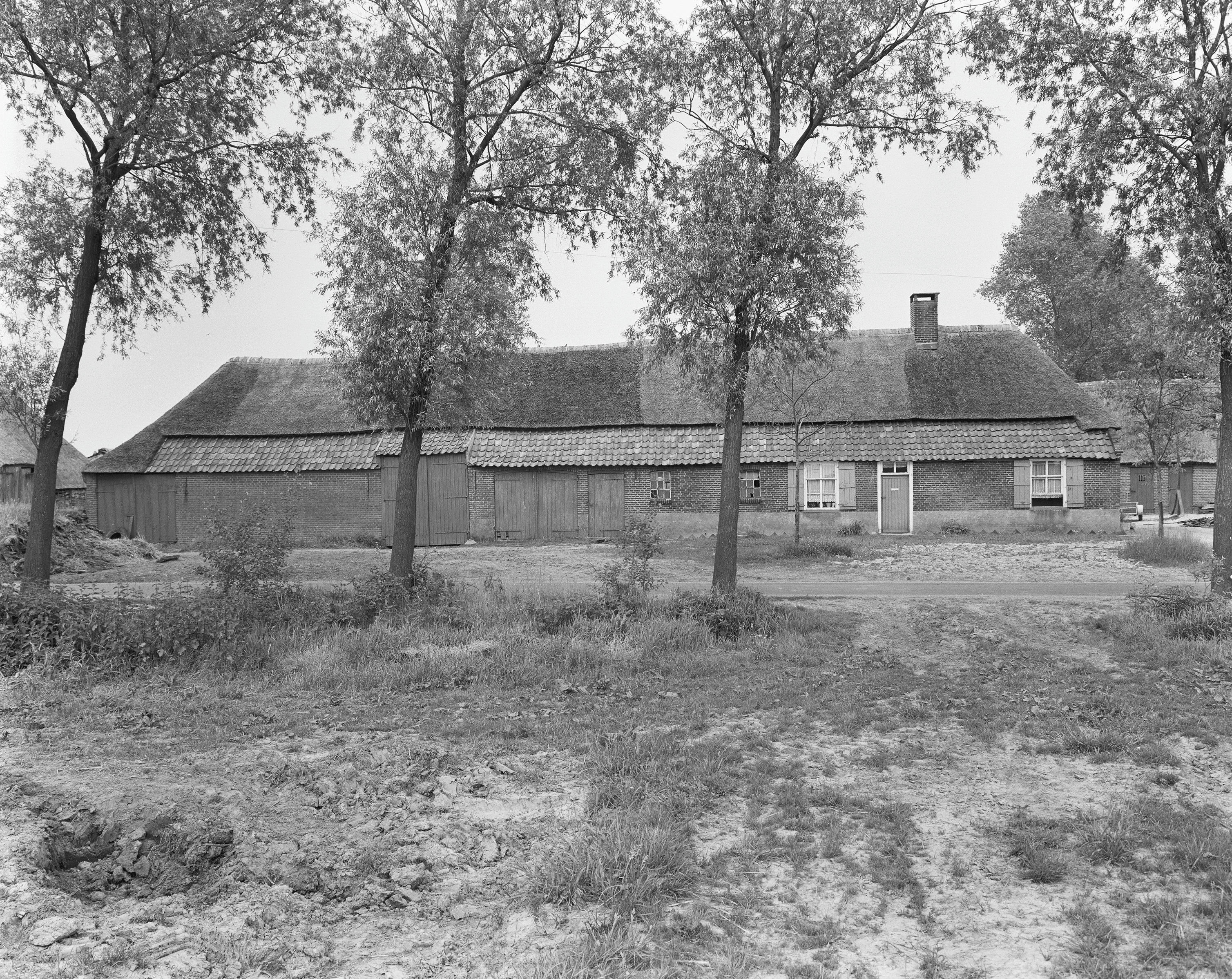
Hedel 6 Oirschot
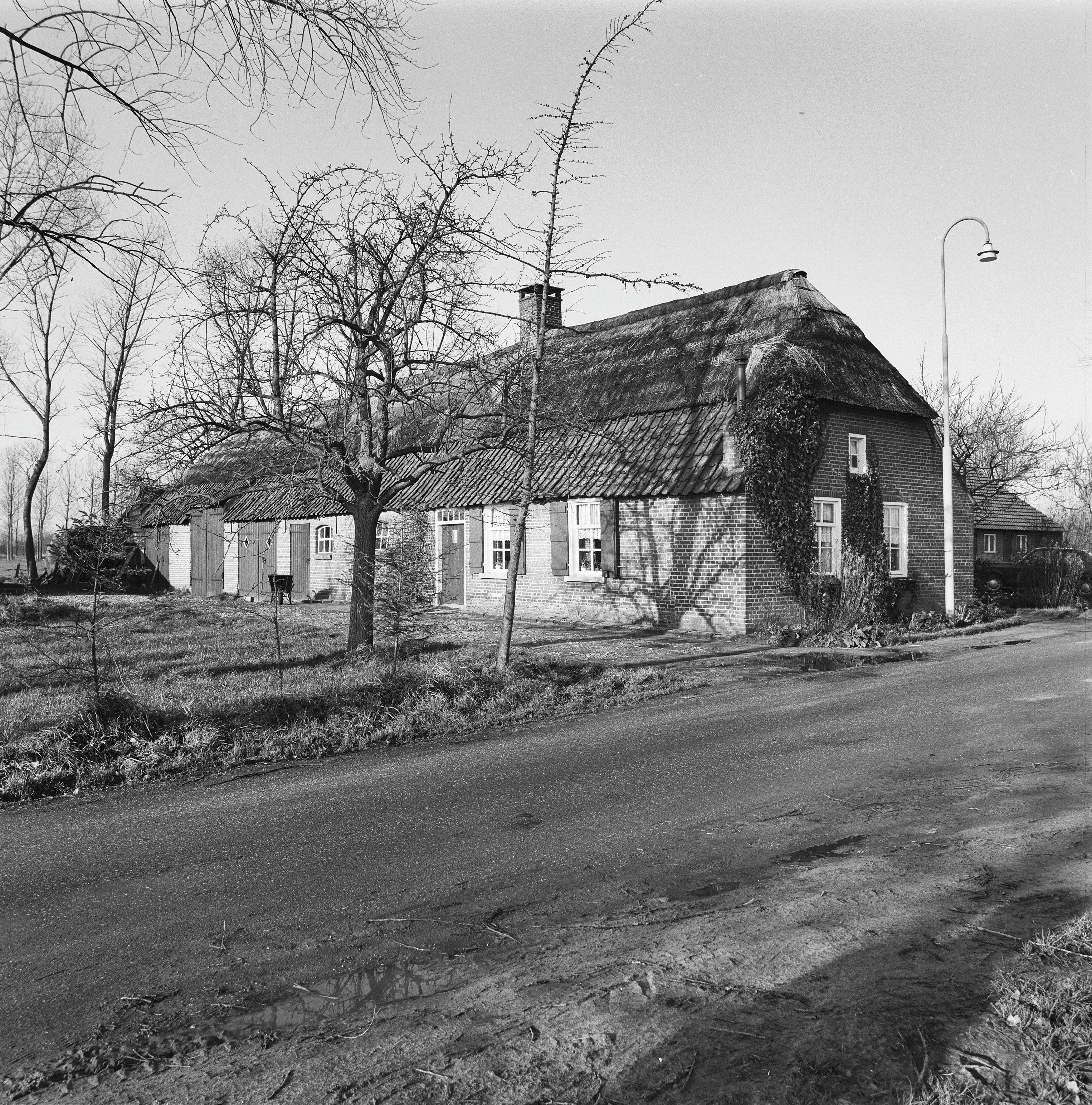
Hedel 7 Oirschot, gebouwd omstreeks 1750
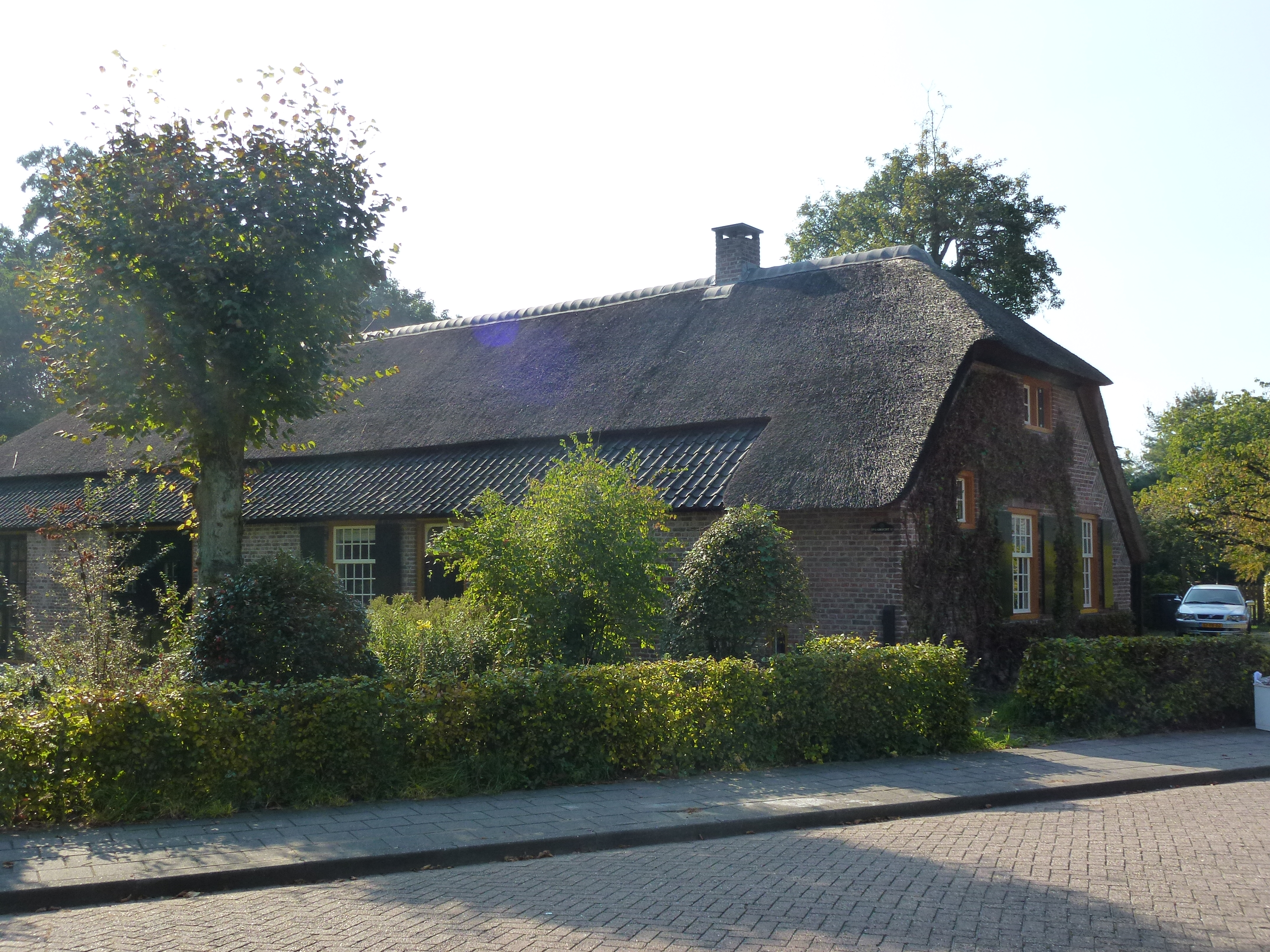
Strabrecht 32 Heeze
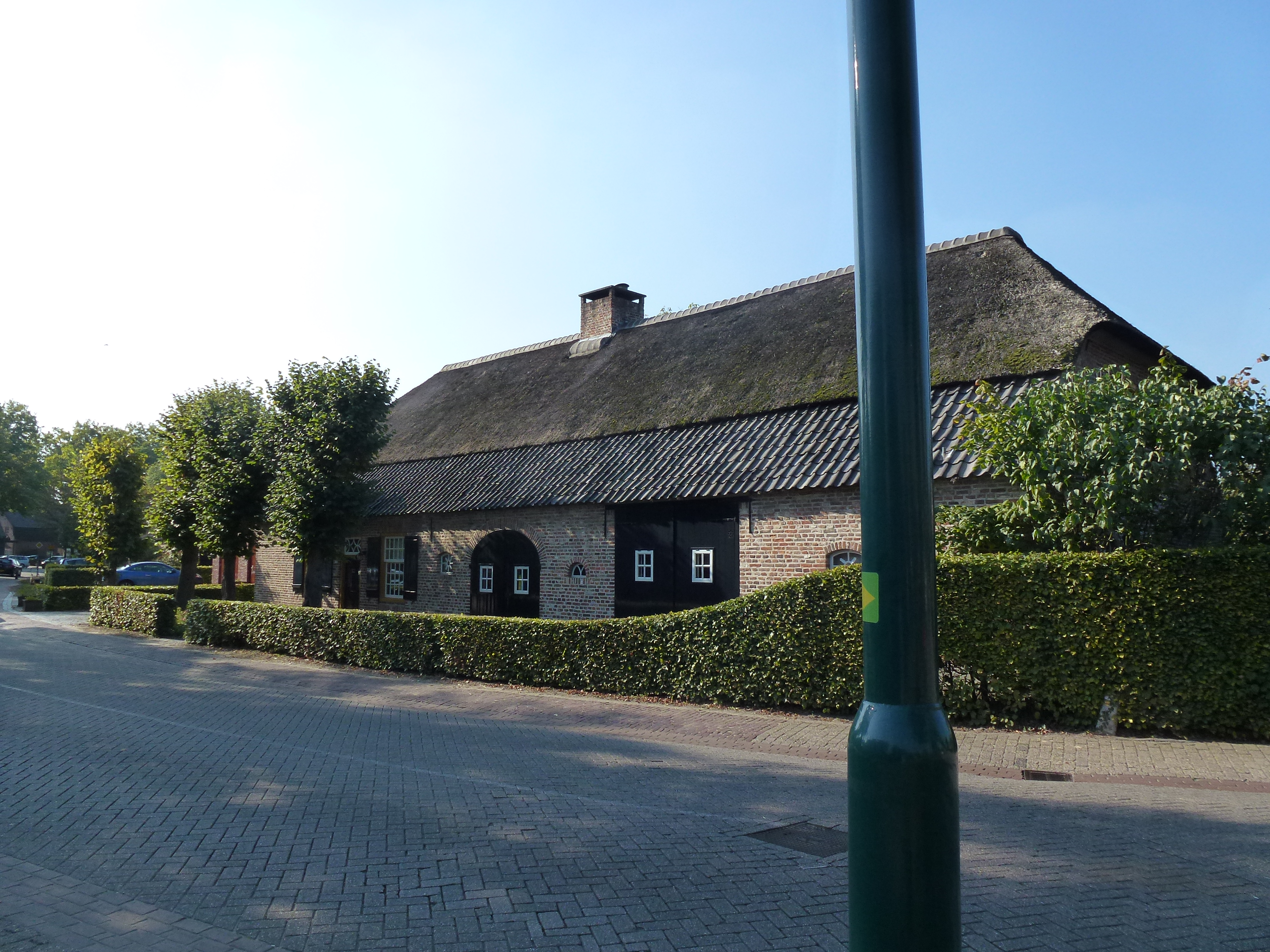
Voormalig Gildehuis, Oostrikkerstraat 26 Leende, gebouwd in 1682
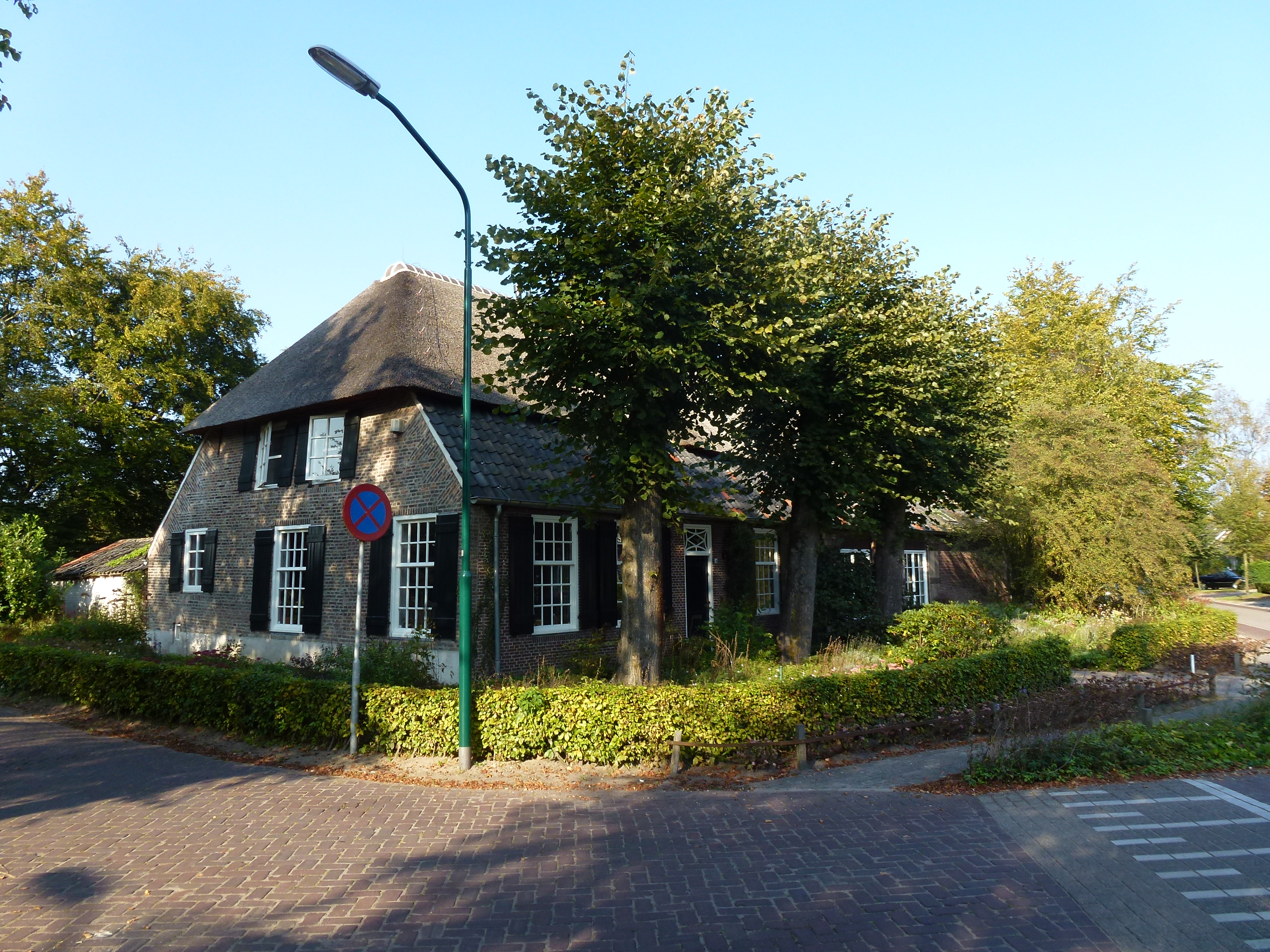
Strijperstraat 38 Leenderstrijp
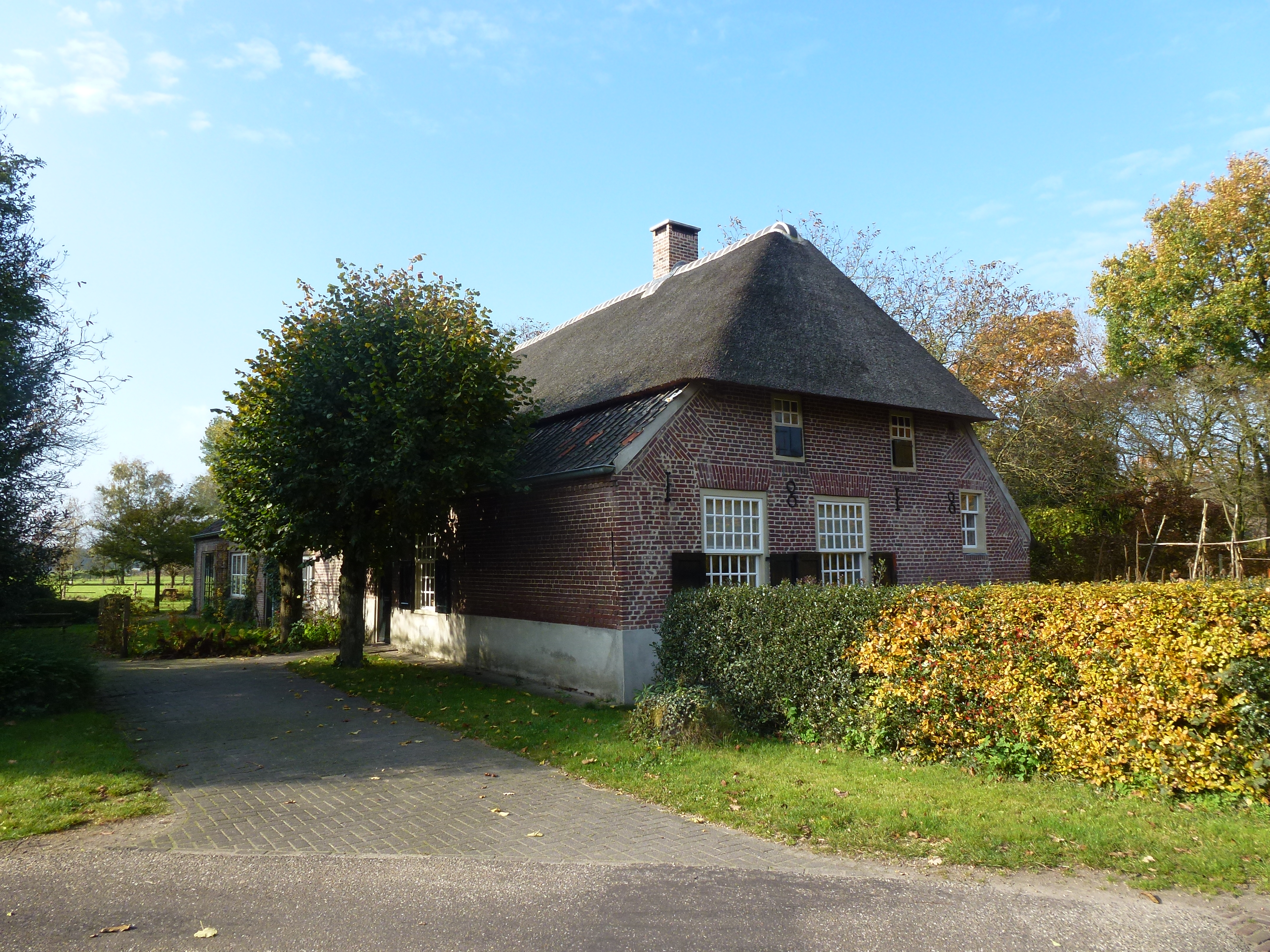
Riesten 2 Leenderstrijp
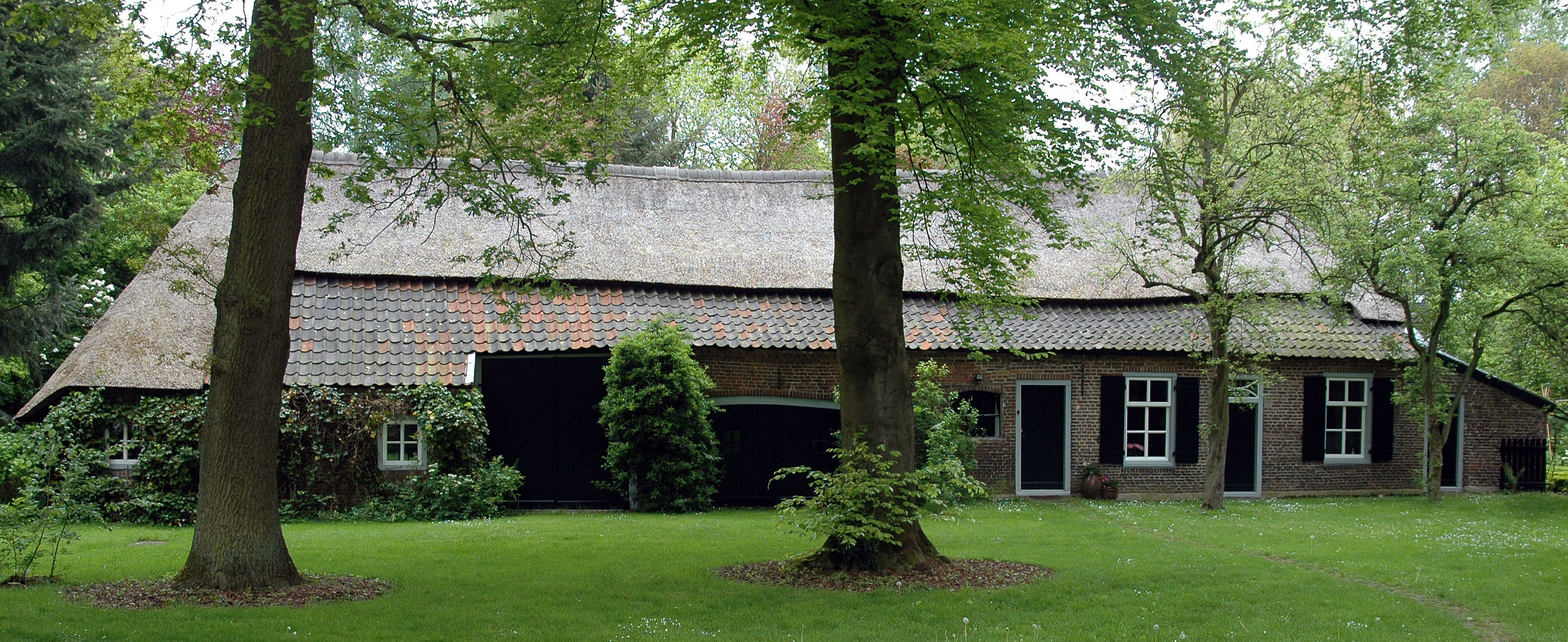
De Kaalhoef, Abbevillelaan 17 Eindhoven, gebouwd in de 18e eeuw
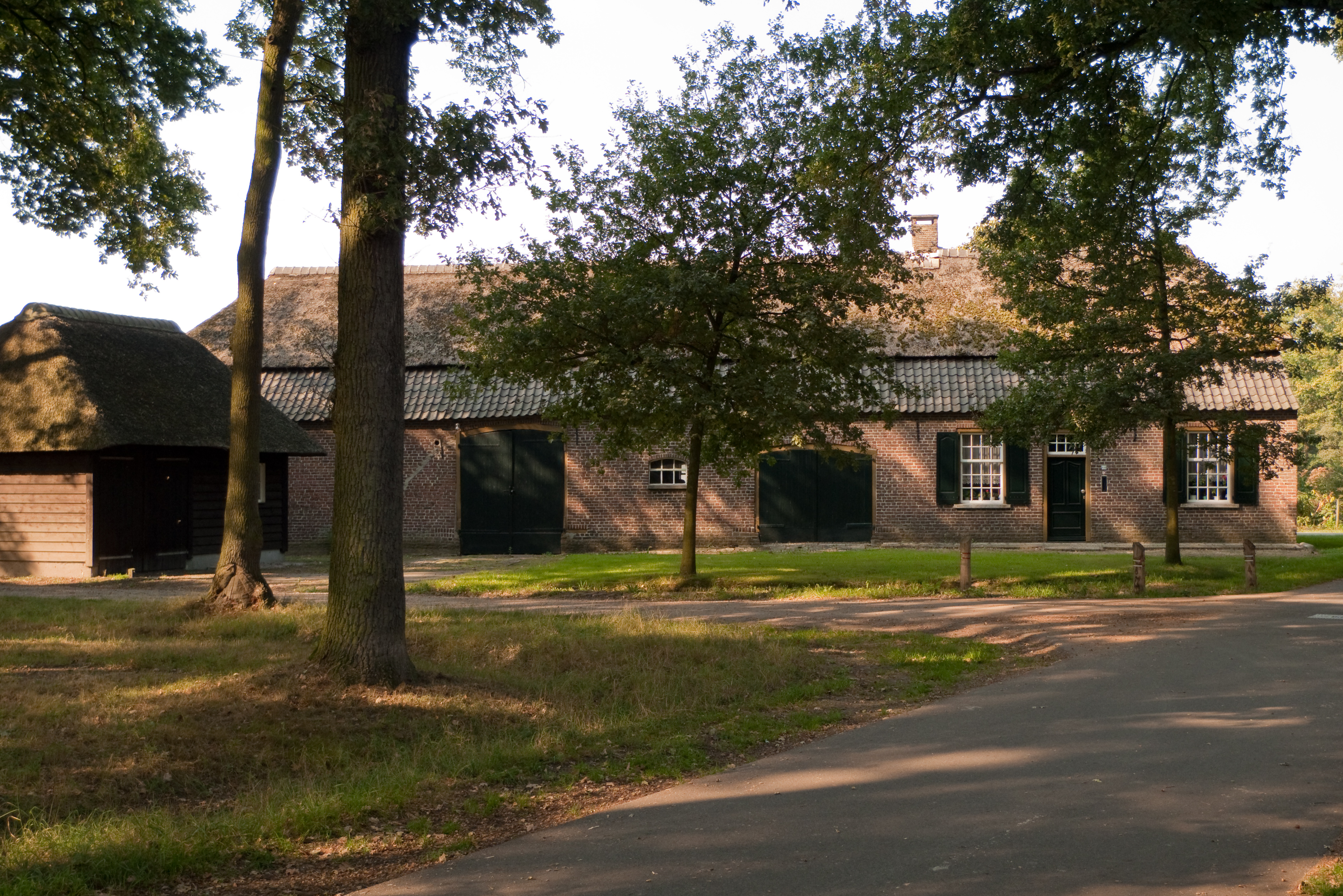
Riel 14 Eindhoven
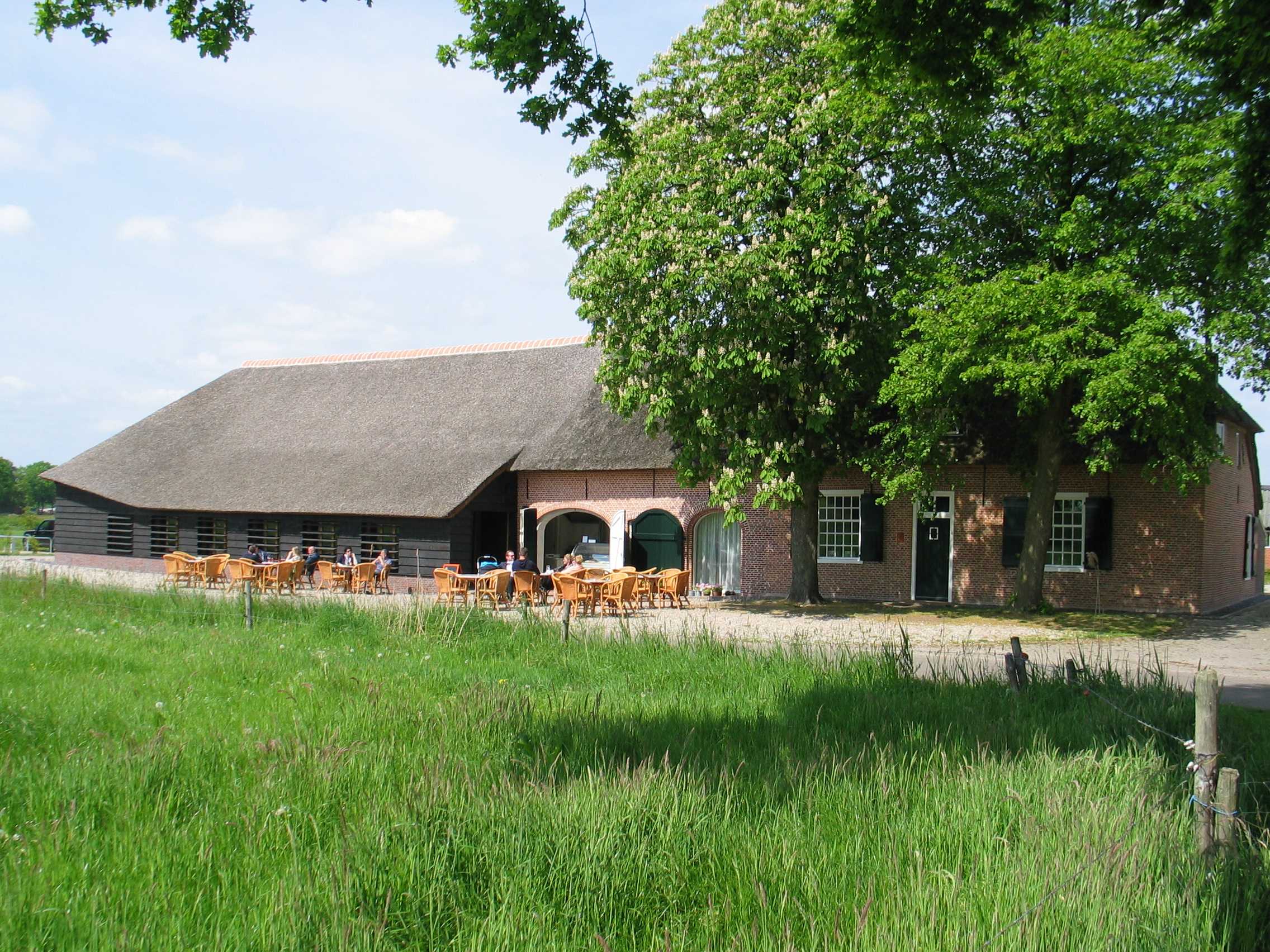
Ginderdoorstraat 4, Chaam, gebouwd eerste helft 18e eeuw